# Alfred Neumann
Alfred Neumann (Lautenburgo, Alemania 15 de octubre de 1895 - Lugano, Suiza, 3 de octubre de 1952) fue un escritor y guionista de cine. 

## Biografía
Durante su época en Alemania escribió El patriota (1925), sobre Pablo I de Rusia, El diablo (1926), sobre Luis XI, y una trilogía sobre Napoleón III.
Debido a su condición de judío, Neumann tuvo que emigrar a los Estados Unidos durante la dictadura nazi. 
Allí fue conocido principalmente por sus contribuciones en películas como Conflict, None Shall Escape y The Return of Monte Cristo. 

### Como guionista
- The Patriot (1928) (1928), de Ernst Lubitsch.
- Le patriote (1935), de Maurice Tourneur.
- La Tragédie impériale (1939), de Marcel L'Herbier.
- None Shall Escape (1944), de André De Toth.
- Conflict (1945), de Curtis Bernhardt.
- The Return of Monte Cristo (1946), de Henry Levin.
- Matto regiert (1947), de Leopold Lindtberg.

## Premios y distinciones
Premios Óscar
| Año  | Categoría       | Película          | Resultado |
| ---- | --------------- | ----------------- | --------- |
| 1945 | Mejor argumento | None Shall Escape | Nominado  |